# Loštice
Loštice é uma cidade checa localizada na região de Olomouc, distrito de Šumperk.